# Sabine Kuegler
Sabine Kuegler   (Patan Lalitpur, 25 de desembre de 1972) és una escriptora alemanya.

## Biografia
Els seus pares treballaven a Mepal, com a lingüistes i missioners protestants. En 1978 la família es tralladà a Indonèsia, a l'illa de Nova Guinea per, el 1980, endinsar-se en la jungla de Irian Jaya situada en el més profund de Papua Occidental amb el propòsit d'estudiar la llengua i els costums dels fayu, una tribu encara verge i que mai havia rebut influència del món civilitzat.
La infància i adolescència de Sabine va transcórrer en aquest lloc. Es va educar juntament amb els seus germans i amb els nens fayu, amb absoluta llibertat i en ple contacte amb la naturalesa. Als disset anys va tornar a Europa per estudiar i aprendre a integrar-se en la societat dels seus orígens. El xoc va ser molt dur però va aconseguir adaptar-se. En el seu primer llibre la nena de la jungla deixa constància de tot aquest procés. Actualment viu prop d'Hamburg i és mare de quatre fills.

## Comentaris sobre la seva obra
La seva obra pot catalogar-se com a literatura-testimonio en la qual utilitza un llenguatge senzill i directe per comunicar el contrast en aquests dos mons que ha viscut.

## Obra
- Dschungelkind (2005) Traduït a l'espanyol com La nena de la jungla (Styria)
- Ruf des Dschungels (2006)
- Gebt donin Frauen dónes Geld (2007)